# Billy Joe Saunders
Billy Joe Saunders (n. 30 august 1989, Hertfordshire, Anglia, Regatul Unit) este un boxer profesionist britanic. A deținut titlul de WBO la categoria mijlocie⁠(d) din 2015 până în 2018 și anterior titlul European⁠(d), Britanic⁠(d) și Commonwealth⁠(d) între 2012 și 2015. Ca amator, Saunders a reprezentat Marea Britanie la Jocurile Olimpice din 2008, ajungând la cea de-a doua rundă a concursului de welterweight. Începând cu iulie 2017, Saunders este clasat pe locul cinci în clasamentul mondial al revistei The Ring, BoxRec  și al Transnational Boxing Rankings Board.

## Rezultate în boxul profesionist
| Rez.       | Rezultat general | Adversar                | Tip | Rundă, timp   | Dată               | Locație                                     | Note |
| ---------- | ---------------- | ----------------------- | --- | ------------- | ------------------ | ------------------------------------------- | --- |
| Înfrângere | 30–1             | Canelo Álvarez          | RTD | 8 (12), 3:00  | 8 mai 2021         | AT&T Stadium, Arlington, Texas, US          | Pierde centura WBO super-middleweight; Pentru centurile WBA (Super), WBC, și The Ring super-middleweight |
| Victorie   | 30–0             | Martin Murray           | UD  | 12            | 4 decembrie 2020   | The SSE Arena, Londra, Anglia               | Păstrează centura WBO super-middleweight                                                                 |
| Victorie   | 29–0             | Marcelo Esteban Coceres | KO  | 11 (12), 1:59 | 9 noiembrie 2019   | Staples Center, Los Angeles, California, US | Păstrează centura WBO super-middleweight                                                                 |
| Victorie   | 28–0             | Shefat Isufi            | UD  | 12            | 18 mai 2019        | Lamex Stadium, Stevenage, Anglia            | Câștigă centura WBO super middleweight                                                                   |
| Victorie   | 27–0             | Charles Adamu           | RTD | 4 (8), 3:00   | 22 decembrie 2018  | Manchester Arena, Manchester, Anglia        | |
| Victorie   | 26–0             | David Lemieux           | UD  | 12            | 16 decembrie 2017  | Place Bell, Laval, Quebec, Canada           | Păstrează titlul WBO middleweight                                                                        |
| Victorie   | 25–0             | Willie Monroe Jr.       | UD  | 12            | 16 septembrie 2017 | Copper Box Arena, Londra, Anglia            | Păstrează titlul WBO middleweight                                                                        |
| Victorie   | 24–0             | Artur Akavov            | UD  | 12            | 3 decembrie 2016   | Lagoon Leisure Centre, Paisley, Scoția      | Păstrează titlul WBO middleweight                                                                        |
| Victorie   | 23–0             | Andy Lee                | MD  | 12            | 19 decembrie 2015  | Manchester Arena, Manchester, Anglia        | Câștigă titlul WBO middleweight                                                                          |
| Victorie   | 22–0             | Yoann Bloyer            | TKO | 4 (12), 0:53  | 24 iulie 2015      | The SSE Arena Wembley, Londra, Anglia       | |
| Victorie   | 21–0             | Chris Eubank Jr.        | SD  | 12            | 29 noiembrie 2014  | ExCeL, Londra, Anglia                       | Păstrează titlurile European, British, și Commonwealth middleweight                                      |
| Victorie   | 20–0             | Emanuele Blandamura     | KO  | 8 (12), 2:58  | 26 iulie 2014      | Manchester Arena, Manchester, Anglia        | Câștigă titlul European middleweight                                                                     |
| Victorie   | 19–0             | John Ryder              | UD  | 12            | 21 septembrie 2013 | Copper Box Arena, Londra, Anglia            | Păstrează titlurile British și Commonwealth middleweight                                                 |
| Victorie   | 18–0             | Gary O'Sullivan         | UD  | 12            | 20 iulie 2013      | Wembley Arena, Londra, Anglia               | Câștigă titlul WBO International middleweight                                                            |
| Victorie   | 17–0             | Matthew Hall            | UD  | 12            | 21 martie 2013     | York Hall, Londra, Anglia                   | Păstrează titlurile British și Commonwealth middleweight                                                 |
| Victorie   | 16–0             | Nick Blackwell          | UD  | 12            | 15 decembrie 2012  | ExCeL, Londra, Anglia                       | Păstrează titlul Commonwealth middleweight; Câștigă titlul British middleweight                          |
| Victorie   | 15–0             | Jarrod Fletcher         | TKO | 2 (12), 2:42  | 14 septembrie 2012 | York Hall, Londra, Anglia                   | Păstrează titlul Commonwealth middleweight                                                               |
| Victorie   | 14–0             | Bradley Pryce           | UD  | 12            | 1 iunie 2012       | York Hall, Londra, Anglia                   | Păstrează titlul Commonwealth middleweight                                                               |
| Victorie   | 13–0             | Tony Hill               | TKO | 1 (10), 0:30  | 28 aprilie 2012    | Royal Albert Hall, Londra, Anglia           | Câștigă titlul Commonwealth middleweight                                                                 |
| Victorie   | 12–0             | Tommy Tolan             | TKO | 1 (8), 1:07   | 14 decembrie 2011  | York Hall, Londra, Anglia                   | |
| Victorie   | 11–0             | Gary Boulden            | PTS | 10            | 5 noiembrie 2011   | Wembley Arena, Londra, Anglia               | Câștigă titlul British Southern Area middleweight                                                        |
| Victorie   | 10–0             | Norbert Szekeres        | TKO | 1 (8), 2:51   | 15 octombrie 2011  | Echo Arena, Liverpool, Anglia               | |
| Victorie   | 9–0              | Kevin Hammond           | TKO | 2 (8), 3:00   | 21 mai 2011        | The O2 Arena, Londra, Anglia                | |
| Victorie   | 8–0              | Turgay Uzun             | RTD | 2 (8), 3:00   | 2 aprilie 2011     | York Hall, Londra, Anglia                   | |
| Victorie   | 7–0              | Tony Randell            | TKO | 2 (6), 0:39   | 11 decembrie 2010  | Echo Arena, Liverpool, Anglia               | |
| Victorie   | 6–0              | Andy Butlin             | PTS | 6             | 15 mai 2010        | Boleyn Ground, Londra, Anglia               | |
| Victorie   | 5–0              | Lee Noble               | PTS | 6             | 5 decembrie 2009   | Metro Radio Arena, Newcastle, Anglia        | |
| Victorie   | 4–0              | Alex Spitko             | PTS | 4             | 9 octombrie 2009   | York Hall, Londra, Anglia                   | |
| Victorie   | 3–0              | Matt Scriven            | TKO | 2 (4), 1:21   | 18 iulie 2009      | MEN Arena, Manchester, Anglia               | |
| Victorie   | 2–0              | Ronny Gabel             | TKO | 2 (4), 1:16   | 15 mai 2009        | Odyssey Arena, Belfast, Irlanda de Nord     | |
| Victorie   | 1–0              | Attila Molnar           | TKO | 2 (4), 1:47   | 28 februarie 2009  | National Indoor Arena, Birmingham, Anglia   | Debut |

## Legături externe
Materiale media legate de Billy Joe Saunders la Wikimedia Commons
- en Billy Joe Saunders la Olympedia.org